# Calcolo dei punti nello sport
In questa voce sono contenuti i criteri del calcolo e dell'assegnazione di punti nelle competizioni sportive.
Non viene invece trattato il calcolo del punteggio all’interno dei singoli incontri, per il quale si rimanda ai regolamenti delle singole discipline.

## Calcolo dei punti
La vittoria di un incontro comporta l'assegnazione di un punteggio maggiore rispetto ad un pareggio. Le regole di calcolo e assegnazione di punti non sono però fisse: la coincidenza di determinate eventualità porta all'assegnazione di «bonus».

### Calcio
Relativamente al calcio, nei campionati e nei gironi, da sempre la sconfitta non assegna nessun punto in classifica ed il pareggio assegna un punto ad entrambe le squadre partecipanti ad una partita, mentre la vittoria fino agli anni ottanta faceva guadagnare 2 punti; successivamente, per aumentare la differenza tra vittoria e pareggio, si è iniziato ad assegnare 3 punti alle squadre vincitrici degli incontri. Il primo campionato per club di massima serie a sperimentare la novità fu quello inglese, con la First Division 1981-82. A livello internazionale, i campionati mondiali 1994 furono la prima competizione ad includere la nuova regola (per la fase finale del torneo). Per quanto riguarda il campionato italiano, i tre punti vennero introdotti (in via sperimentale) nella stagione 1993-1994 per le Serie C1 e C2 e dalla stagione seguente anche in Serie A ed in Serie B, ma non nei campionati dilettantistici; sono stati poi estesi a tutte le divisioni a partire dalla stagione 1995-1996.
Altri paesi prevedevano un diverso numero di punti in caso di vittoria, tra cui: Grecia (dal 1959 al 1973 la vittoria assegnava 3-4 punti), Nord America (regole applicate solo ai campionati femminili), Irlanda, Cina e Bulgaria. Da ricordare anche la Ligue 1 francese, che tra il 1973 ed il 1976,  assegnava un punto aggiuntivo, oltre ai classici 2 punti per la vittoria, alle squadre che vincevano con almeno tre gol di scarto.
Alcune federazioni istituirono i tiri di rigore per le partite concluse in parità, assegnando punti diversi in base all'esito. In ordine: vittoria nei tempi regolamentari, vittoria ai tiri di rigore, sconfitta ai tiri di rigore e sconfitta nei tempi
regolamentari. Di seguito, alcuni esempi:
- 4-2-1-0 nei play-off del campionato femminile francese;[7]
- 2-1-0-0 in Jugoslavia dal 1989 al 1992;[8]
- 3-1-0-0 nella Major League Soccer dal 1996 al 1999;[9]
- 3-3-1-0 nella prima Japan Football League, nel 1996;[10]
- 6-1-0-0 nella North American Soccer League, dal 1975 al 1984, con un punto bonus ciascuno per un massimo di tre gol segnati;[11]
- 6-4-2-0 nella Western Soccer League, nel 1989, con un punto bonus ciascuno per un massimo di tre gol segnati.[12]

### Hockey su ghiaccio
Nella National Hockey League, qualora i tempi supplementari dovessero concludersi con la partita ancora in pareggio, quindi senza alcuna segnatura, a seconda del regolamento del campionato la partita può continuare a oltranza con altri tempi supplementari (come per esempio nella NHL) finché una squadra non segna il gol della sudden death (morte improvvisa in lingua inglese), dato che il pareggio non è consentito, oppure l'incontro può concludersi ai tiri di rigore. In questo caso la partita termina al momento della prima segnatura da parte di una delle squadre concorrenti e vengono assegnati 2 punti per la vittoria, 1 punto per la sconfitta nei supplementari o nei rigori e nessun punto per la sconfitta nei tempi regolamentari.
In molte federazioni europee di hockey su ghiaccio si usano metodi simili a quello della NHL per evitare i pareggi. Nelle partite preliminari ai XXI Giochi olimpici invernali con girone all'italiana è stato usato un sistema che ha assegnato 3 punti nella vittoria nei tempi regolamentari, 2 punti per la vittoria nei supplementari o nei rigori, 1 punto per la sconfitta nei supplementari o nei rigori e nessun punto per la sconfitta nei tempi regolamentari.

### Pallacanestro
Nella pallacanestro, dove il regolamento non prevede il pareggio, sono usati i seguenti criteri: due punti per la vittoria (anche a tavolino), un punto per la sconfitta per forfait (tutti i giocatori espulsi o squalificati) e nessun punto per la sconfitta in condizioni di partita regolare.

### Pallavolo
La vittoria per 3 a 0 o 3 a 1 assegna al vincitore 3 punti e 0 al perdente. Nel caso di vincita per 3 a 2 vanno 2 punti al vincitore e 1 al perdente. Al termine del girone all'italiana, nel caso che 2 o più squadre risultassero a pari punti, la classifica sarà definita applicando nell'ordine i seguenti criteri: 1. In base al maggior numero di gare vinte 2. In base al quoziente più favorevole tra i sets vinti e quelli perduti (quoziente sets) 3. In base al quoziente punti. In caso di parità del quoziente sets la graduatoria sarà stabilita in relazione al più favorevole quoziente tra punti realizzati e quelli subiti   4. In base al risultato del confronto diretto tra le squadre a pari punti in classifica. Sarà valido il miglior quoziente sets o punti relativo alla somma delle 2 gare  5. In base al quoziente più favorevole tra i punti realizzati e quelli subiti (quoziente punti).

### Rugby a 15
Nel rugby a 15 in Nuova Zelanda introdussero dal 1995 nel campionato nazionale il bonus points system, un sistema di punteggio che assegnava: 4 punti alla vittoria, 2 al pareggio e 0 alla sconfitta; più 1 punto alla realizzazione, indipendentemente dal risultato, di 4 o più mete ("attaccking bonus point"), 1 punto alla squadra sconfitta che manteneva meno di 7 punti di scarto dalla squadra vincitrice dell'incontro ("defending bonus point"). Questo sistema è stato poi adottato nell'edizione del 1996 del Tri-Nations (oggi Rugby Championship), il campionato annuale delle nazioni dell'emisfero australe. Questo sistema fu adottato a partire dal 2003 dall'International Rugby Board per le fasi a gironi della Coppa del Mondo. In Europa il bonus points system è stato adottato per la prima volta nel campionato francese, mentre è stato adottato dal Sei Nazioni a partire dall'edizione del 2017. Tuttavia la squadra che vince tutte le partite realizzando il cosiddetto Grande Slam (vittoria di tutte le partite) avrà assegnati ulteriori tre punti bonus alla fine del torneo. I tornei che non adottano questo sistema usano il sistema tradizionale, che assegna 2 punti alla vittoria, 0 alla sconfitta e 1 al pareggio.

### Scacchi
La vittoria di una partita di scacchi, se classificata, assegna 1 punto, mentre un pareggio ne assegna 0,5 a testa. Alcuni tornei hanno introdotto negli anni dei sistemi di punteggio alternativi: ad esempio il Norway Chess, uno dei tornei più importanti al mondo, assegna 2 punti alla vittoria, 1 punto e mezzo alla vittoria dopo spareggio armageddon e nessun punto alla sconfitta.

## Criteri in situazioni di parità
In caso di arrivo a pari punti per due o più squadre, sono previste discriminanti per determinare il piazzamento finale e i verdetti (assegnazione del titolo, accessi ad altre competizioni, promozione e retrocessione).
Una menzione a parte merita la British Home Championship, lega calcistica che fino al 1978 riconosceva la possibilità di assegnare il titolo a più squadre.
- Classifica avulsa: sono considerati i risultati e i punti ottenuti nei confronti diretti dalle squadre interessate. Sotto, un esempio tratto dalla Souper Ligka Ellada 2006-2007:[18]

| Pos. | Squadra            | G  | V  | N  | P  | Punti |
| ---- | ------------------ | -- | -- | -- | -- | ----- |
| 11   | Xanthi             | 30 | 8  | 12 | 10 | 36    |
| 12   | Iraklis            | 30 | 10 | 5  | 15 | 35    |
| 12   | Apollon Kalamarias | 30 | 9  | 8  | 13 | 35    |
| 12   | Kerkyra            | 30 | 8  | 11 | 11 | 35    |
| 15   | Egaleo             | 30 | 7  | 7  | 16 | 28    |
Le tre squadre a 35 punti si considerano separatamente studiando solo le partite a due a due
| Pos. | Squadra            | G | V | N | P | Punti |
| ---- | ------------------ | - | - | - | - | ----- |
| 12   | Apollon Kalamarias | 4 | 3 | 0 | 1 | 9     |
| 13   | Iraklis            | 4 | 1 | 1 | 2 | 4     |
| 13   | Kerkyra            | 4 | 1 | 1 | 2 | 4     |
e quindi ancora per le due squadre rimaste in parità
| Pos. | Squadra | G | V | N | P | Punti |
| ---- | ------- | - | - | - | - | ----- |
| 13   | Iraklis | 2 | 1 | 1 | 0 | 4     |
| 14   | Kerkyra | 2 | 0 | 1 | 1 | 1     |
- Quoziente punti: il rapporto tra punti realizzati (all'attivo) e subiti (al passivo). Vedi anche quoziente-reti;
- Differenza punti: la sottrazione tra punti all'attivo e al passivo. Vedi anche differenza reti.
- Prolificità-invulnerabilità: consiste nel tenere conto del maggior numero di punti all'attivo oppure, all'opposto, del minor numero di punti al passivo.
- Sorteggio: il piazzamento finale delle squadre viene determinato tramite l'estrazione.
- Sistema svizzero